# Na-Dené-Sprachen
Na-Dené ist eine von Edward Sapir 1915 eingeführte Bezeichnung für eine Gruppe nordamerikanischer Sprachen, nämlich Haida, Tlingit und die etwa vierzig athapaskischen Sprachen, zu denen auch die Apache-Sprachen gehören. 1930 fügte man dieser Gruppe noch das mit dem Athapaskischen enger verwandte Eyak hinzu. Seit 1980 wird die genetische Verwandtschaft des Haida mit den anderen Sprachen dieser Gruppe von der Mehrheit der Forscher verneint, so dass Na-Dené im engeren Sinne nur noch Tlingit, Eyak und Athapaskisch umfasst und oft auch als Tlingit-Eyak-Athapaskisch bezeichnet wird.

## Übersicht
Es gibt mehrere Ansätze, Na-Dené mit eurasischen Sprachen in Verbindung zu bringen, so zum Sinotibetischen und Jenisseischen. Es ist auch eine Komponente der hypothetischen Makrofamilie Dene-Kaukasisch.
Dieser Artikel behandelt die Bedeutung und Entwicklung des Begriffs Na-Dené, die innere Struktur der Na-Dené-Gruppe im historischen Wandel und potentielle genetische Beziehungen zu eurasischen Sprachen. Informationen zur athapaskischen Sprachfamilie, ihren Einzelsprachen und ihrer internen Klassifikation sowie zu den Einzelsprachen Eyak, Tlingit und Haida finden sich in den speziellen Artikeln.

Verbreitung der Na-Dené-Sprachen

## Entwicklung des Begriffs Na-Dené
Adelung und Vater stellten bereits 1816 Ähnlichkeiten von Tlingit, Eyak und dem athapaskischen Tanaina fest, führten diese aber auf arealen Kontakt zurück. Radloff (1857), Krause (1885) und Boas (1894) bestätigten diese Ähnlichkeiten und vermuteten eine genetische Verwandtschaft dieser Sprachen, zu denen sie auch das Haida hinzugenommen hatten. Dagegen mahnte Hale in einem Brief (1888) an Boas zur Vorsicht:

“You say - ‘It is likely that the Haida are allied to the Tlinget.’ I can find no resemblance in the vocabularies, except in the word for ‘elk’, which is evidently borrowed. It will be well to be cautious in suggesting such relationships …”

„Sie sagen: ‚Es ist wahrscheinlich, dass Haida mit Tlingit verbunden ist‘. Ich kann keine Übereinstimmungen im Vokabular finden, mit Ausnahme des Wortes für ‚Elch‘, welches nachweislich entlehnt ist. Es ist ratsam, beim Vorschlagen solcher Verwandtschaften vorsichtig zu sein.“

In mehreren Arbeiten (1904–1911) stärkte Swanton die Position der genetischen Verwandtschaft. Den Begriff Na-Dené als zusammenfassende Bezeichnung für Haida, Tlingit und die athapaskischen Sprachen prägte Edward Sapir 1915. Er folgte den Positionen von Boas und Swanton und betrachtete Na-Dené nach eigenen umfangreichen Untersuchungen als genetische Einheit, die er – nach Wiederentdeckung des Eyak im Jahre 1930 – wie folgt gliederte:
Na-Dené im Sinne Sapirs
- Na-Dené
  - Haida
  - Tlingit-Eyak-Athapaskisch
    - Tlingit
    - Eyak-Athapaskisch
      - Eyak
      - Athapaskische Sprachen

Sapir schlossen sich in der Folge viele Amerikanisten an, so auch Joseph Greenberg in seinem umstrittenen Werk Language in the Americas von 1987. Aber bereits unmittelbar nach Sapirs Arbeiten gab es unter den Fachleuten Zweifel am genetischen Zusammenhang dieser Gruppe, die Pinnow – einer der besten Kenner dieser Sprachen – 1964 wie folgt zusammenfasste:

The chief arguments of the advocates of the Na-Dene theory is that the morphological systems of Tlingit, Eyak, and the Athapaskan languages, and to a lesser extent also of Haida, show conspicuous morphological similarities and common features which justify the assumption that they belong to a larger unit. There is however a powerful argument against the genetic relationship. These four groups have very few words in common. A glance at their so-called basic vocabularies and the morphemes in their grammatical systems shows enormous differences which seem to preclude any possibility of genetic relationship. On the other hand their morphological systems reveal close similarities which cannot possibly be the work of chance. The only way out of this dilemma has been to suppose that borrowing from one language to another took place.

„Das Hauptargument der Vertreter der Na-Dené-Theorie ist, dass die morphologischen Systeme von Tlingit, Eyak und den athapaskischen Sprachen, und zu einem geringeren Grade auch das des Haida, verdächtige morphologische Ähnlichkeiten und gemeinsame Merkmale aufzeigten, welche die Annahme, sie gehören zu einer größeren Einheit, stützten. Es gibt nichtsdestoweniger ein starkes Argument gegen die genetische Verwandtschaft. Diese vier Gruppen haben sehr wenige gemeinsame Wörter. Ein kurzer Blick auf ihr sogenanntes Basisvokabular und die Morpheme in ihren grammatischen Systemen zeigt enorme Unterschiede, welche jede Möglichkeit der genetischen Verwandtschaft von vornherein auszuschließen scheinen. Auf der anderen Seite lassen ihre morphologischen Systeme enge Ähnlichkeiten erkennen, welche unmöglich zufällig entstanden sein können. Der einzige Ausweg aus diesem Dilemma war es, Entlehnung von einer Sprache in eine andere anzunehmen.“

## Umfang und Gliederung der Na-Dené-Gruppe

### Haida und Na-Dené
Diese Zweifel Pinnows und anderer betrafen insbesondere die Zugehörigkeit des Haida zu den Na-Dené Sprachen. Die Ähnlichkeiten des Haida mit Tlingit und den athapaskischen Sprachen beruhten nach Ansicht dieser Forscher eher auf arealen Sprachkontakten (Tlingit wird direkt nördlich von Haida gesprochen) und auf inkorrekten Sprachanalysen der früheren vergleichenden Forschung. Gegen eine Verwandtschaft des Haida mit den übrigen Na-Dené-Sprachen sprachen sich unter anderen Levine 1979, Leer 1990, 1991, Campbell 1997 und Mithun 1999 aus.
Allerdings gab es auch weiterhin Vertreter des Standpunkts, dass Haida mit Tlingit und Eyak-Athapaskisch genetisch verwandt sei, insbesondere Joseph Greenberg 1987 und Merritt Ruhlen 1994, aber auch der ursprünglich so skeptische Pinnow vertrat nunmehr (1985) eine andere Meinung. Die Arbeit von Ruhlen 1994 wird in Campbell 1997 ausführlich untersucht. Ruhlen bietet 324 Wortgleichungen, von denen allerdings 119 keine Haida-Formen enthalten. Die restlichen Etymologien können nach Campbell eine genetische Verwandtschaft des Haida zum Na-Dené nicht belegen. Campbell bemängelte die große Bedeutungsbreite der Wortgleichungen, schlechte linguistische Analyse der Wortformen, so seien meist nur kurze Wurzeln verglichen worden, die Lautähnlichkeiten wurden sehr weit gefasst, Lehnwörter und lautmalerische Ausdrücke wurden nicht ausgeschlossen etc.
Heute vertritt die Mehrheit der Spezialisten die Auffassung, dass Haida als isolierte Sprache und nicht als Na-Dené-Sprache betrachtet werden sollte. Deswegen wird die Bezeichnung Na-Dené neuerdings meist in einem engeren Sinne (ohne Haida) verstanden, das nur noch Tlingit, Eyak und die athapaskischen Sprachen umfasst.

### Reduktion auf Tlingit-Eyak-Athapaskisch
In den aktuellen Gesamtdarstellungen indigener (nord-)amerikanischer Sprachen von Mithun (1999) und Campbell (1997) wird – um Missverständnisse zu vermeiden – auf den Begriff Na-Dené ganz verzichtet und stattdessen die Bezeichnung Tlingit-Eyak-Athapaskisch verwendet. Die genetische Einheit von Tlingit und Eyak-Athapaskisch wird von der Mehrheit der Forscher anerkannt. Aber auch hier gibt es Skeptiker. Krauss und Golla (1981) bemerken:

Tlingit bears a close resemblance to Athapaskan-Eyak in phonology and grammatical structure, but shows little regular correspondence in vocabulary. Therefore the nature of the relationship between Athapascan-Eyak and Tlingit remains an open question.

„Tlingit zeigt große Ähnlichkeiten zu Athapaskisch-Eyak in der Phonologie und in der grammatischen Struktur, aber nur wenig Übereinstimmung im Vokabular. Deswegen bleibt die Verwandtschaft zwischen Athapaskisch-Eyak und Tlingit eine offene Frage.“

Die sonst bei ihren Klassifikationen sehr vorsichtige Marianne Mithun (1999) geht jedenfalls von der Sprachfamilie Tlingit-Eyak-Athapaskisch aus, während Campbell 1997 das Tlingit separat behandelt.

## Eurasische Verwandte

### Na-Dené und Sinotibetisch
Die Na-Dené-Gruppe wurde mit mehreren eurasischen Sprachen und Sprachfamilien verglichen. So war Edward Sapir von einer Verwandtschaft des Na-Dené mit dem Sinotibetischen überzeugt. Er schreibt 1921 in einem inzwischen bekannt gewordenen Brief an den Amerikanisten Alfred Kroeber:

If the morphological and lexical accord which I find on every hand between Nadene and Indo-Chinese is accidential, then every analogy on God's earth is an accident.

„Wenn die morphologischen und lexikalischen Übereinstimmungen, welche ich überall zwischen den Na-Dené- und den indo-chinesischen Sprachen (gemeint ist Sinotibetisch) finden kann, ein Zufall sein soll, dann ist jede Übereinstimmung auf Gottes Erde ein Zufall.“

Sapir publizierte seine Meinung zu diesem Thema nicht, da er damit rechnete, dass Anfeindungen seitens anderer Amerikanisten dadurch auf ihn zukämen. Campbell 1999 bewertet die Analogien Sapirs als nicht sehr außergewöhnlich und meint, dass sie alle nicht-genetische, typologische Erklärungen haben. Sapirs These basierte auch auf der Tatsache, dass viele sinotibetische und die Na-Dene-Sprachen Tonsprachen seien. Inzwischen wurde nachgewiesen, dass die Tonentwicklung sowohl im Sinotibetischen als auch im Na-Dené ein sekundärer Prozess war, der jeweils nicht auf eine der Protosprachen zurückzuführen ist. Damit entfällt dieses sowieso eher typologische Argument ganz. Sapirs These wurde von Shafer (1952, 1969) weiterverfolgt und von Swadesh in einigen Arbeiten unterstützt. Allerdings wertet Campbell 1999 das gesamte etymologische Material als wenig überzeugend und die Aussagen zur Morphologie eher als typologisch.

### Die dene-kaukasische Hypothese
Die dene-kaukasische Makrofamilie basiert auf einer sino-kaukasischen Makrofamilie, die Sergej Starostin 1984 begründete. Dabei ging er von einer genetischen Beziehung des Nordkaukasischen mit dem sibirischen Jenisseischen und dem Sinotibetischen aus, die auf seinen Rekonstruktionen der jeweiligen Protosprachen beruht. Später wurde diese Makrofamilie um einige altorientalische Komponenten (Hurritisch-Urartäisch, Hattisch, Sumerisch u. a.), Burushaski und Baskisch (1985) erweitert. Schließlich schlug Nikolajev 1988 das Na-Dené als weiteres Mitglied des Sino-Kaukasischen vor, wodurch dieses zum Dene-Kaukasischen ausgebaut wurde.
Da bereits die sinotibetische Protosprache wahrscheinlich ein Alter von mehr als 10.000 Jahren aufweist, müsste eine dene-kaukasische Protosprache mindestens 20.000 Jahre alt sein, bei ihrer extrem weiten geographischen Verbreitung wahrscheinlich noch älter. Von der Mehrheit der historisch-vergleichenden Sprachwissenschaftler wird bezweifelt, dass sich nach so langer Zeit noch substantielle Gemeinsamkeiten der Phonologie, Grammatik und des Wortschatzes nachweisen lassen. Die Thesen der Dene-Kaukasisten werden deswegen von der Mehrheit der historischen Sprachwissenschaft nicht akzeptiert, insbesondere nicht die Zugehörigkeit des Na-Dené seitens der Amerikanisten. Besonders ablehnend urteilt wiederum Campbell (1999).

### Na-Dené und Jenisseisch
Seit wenigen Jahren erfreut sich ein weiterer Vorschlag einiger Aufmerksamkeit. Edward Vajda postulierte in mehreren Artikeln und Vorträgen (2000–2004), dass die Na-Dené-Sprachen mit der sibirischen Jenisseischen Sprachfamilie – einem der Mitglieder des hypothetischen Dene-Kaukasischen – genetisch verwandt sei. Er fand darin Unterstützung durch Werner (2004). In Vajdas Vorschlag wird nun wieder das Haida einbezogen (das auch im dene-kaukasischen Vorschlag integriert ist), allerdings als ein entfernter Verwandter, da das Jenisseische näher am Tlingit-Eyak-Athapaskisch positioniert wird als das Haida (eine relativ unwahrscheinliche Hypothese, da Haida heute unmittelbarer geographischer Nachbar des Tlingit, aber Tausende von Kilometer vom jenisseischen Ket entfernt ist; die Implikationen für mögliche Migrationsszenarien sind zumindest problematisch). Damit kommt Vajda (2002) zu folgender Klassifikation:
- Na-Dené (im Sinne Vajdas)
  - Haida
  - Dené-Jenisseisch
    - Jenisseisch
    - Tlingit-Eyak-Athapaskisch
      - Tlingit
      - Eyak-Athapaskisch
        - Eyak
        - Athapaskisch

Es ist zu früh, um die Tragfähigkeit von Vajdas These zu beurteilen. Nach den bisherigen Erfahrungen wird sie bei den Amerikanisten wenig Unterstützung finden. Eine konkurrierende Theorie bringt das Jenisseische in besondere Nähe zum Burushaski, das ebenfalls zum Dene-Kaukasischen gerechnet wird. Das spräche wohl – zusammen mit den Resultaten Vajdas – wieder eher für den weitergehenden dene-kaukasischen Ansatz. Die Vorsicht Greenbergs vor binären Vergleichen scheint auch hier angebracht (siehe die Artikel Joseph Greenberg und Lexikalischer Massenvergleich).
Für eine nähere Verwandtschaft zumindest der Sprecher der jenisseischen und Na-Dené-Sprachen spricht allerdings eine Arbeit von Rohina Rubicz et al. (2002), in der eine nähere biologisch-genetische Verwandtschaft der Ket-Sprecher (Ket ist die einzige überlebende Sprache der jenisseischen Gruppe) zu den Na-Dené-Sprechern konstatiert wird, als diese zu den anderen Indianergruppen oder zu den Eskimos besitzen.

### Amerikanische Sprachen
- Lyle Campbell: American Indian Languages. Oxford University Press 1997.
- Joseph Greenberg: Language in the Americas. Stanford University Press 1987.
- Ernst Kausen: Die Sprachfamilien der Welt. Teil 2: Afrika – Indopazifik – Australien – Amerika. Buske, Hamburg 2014, ISBN 978-3-87548-656-8. (Kapitel 12)
- Marianne Mithun: The Languages of Native North America. Cambridge University Press, Cambridge 1999.

### Na-Dené
- Johann Christoph Adelung, Johann Severin Vater: Mithridates oder allgemeine Sprachenkunde mit dem Vater Unser als Sprachprobe in beinahe fünfhundert Sprachen und Mundarten. Voss, Berlin 1816.
- Franz Boas: Classification of the Languages of the North Pacific Coast. Schulte, Chicago 1894.
- Michael Dürr et al.: Language and Culture in Native North America: Studies in Honour of H.-J. Pinnow. Lincom, München 1995.
- Theodore B. Fernald, Paul R. Platero: The Athabaskan Languages: Perspectives on a Native American Language Family. Oxford Studies in Anthropological Linguistics. Oxford University Press 2000.
- Aurel Krause: Die Tlinkit-Indianer. Constenoble, Jena 1885.
- Michael Krauss: Na-Dene. Current Trends in Linguistics Vol. 10. 1973.
- Michael Krauss: The Indigenous Languages of the North: a Report on their Present State. National Museum of Osaka, 1997.
- Michael Krauss, Victor Golla: Northern Athabascan Languages. Smithsonian Institution, Washington 1981.
- Jeff Leer: Tlingit: a Portmanteau Language Family? Mouton de Gruyter, Berlin 1990.
- Jeff Leer: Evidence for a Northern Northwest Coast Language Area. IJAL 57, 1991.
- Robert Levine: Haida and Na-dene: a New Look at the Evidence. IJAL 45, 1979.
- Heinz-Jürgen Pinnow: On the historical position of Tlingit. IJAL 30, 1964.
- Heinz-Jürgen Pinnow: Grundzüge einer historischen Lautlehre des Tlingit: ein Versuch. Harrassowitz, Wiesbaden 1966.
- Leopold Radloff: Einige Nachrichten über die Sprache der kaiganen. St. Petersburg 1859.
- Keren Rice: Morpheme Order and Semantic Scope: Word Formation in the Athapaskan Verb. Cambridge Studies in Linguistics. Cambridge University Press 2000.
- Merritt Ruhlen: On the Origin of Languages. Studies in Linguistic Taxonomy. Stanford University Press 1994.
- Edward Sapir: The Na-Dene Languages. A Preliminary Report. AA 17, 1915.

### Dene-Kaukasisch
- Vitaly Shevoroshkin (Hrsg.): Dene-Sino-Caucasian Languages. Brockmeyer, Bochum 1991.
 (Enthält die englische Übersetzung von Starostins russischem Originalartikel über das Sino-Kaukasische von 1984 und den Artikel Sino-Caucasian Languages in America von Sergej Nikolajev 1988, in dem die Na-Dené-Sprachen dem Sino-Kaukasischen hinzugefügt werden.)
- Vitaly Shevoroshkin, Alexis Manaster Ramer: Some Recent Work in the Remote Relations of Languages. In: Sydney M. Lamb and E. Douglas Mitchell (Hrsg.): Sprung from Some Common Source. Investigations into the Prehistory of Languages. Stanford University Press, Stanford (Calif.) 1991.

### Na-Dené und Jenisseisch
- Luigi Luca Cavalli-Sforza: Gene, Völker und Sprachen. Die biologischen Grundlagen unserer Zivilisation. Hanser, München-Wien 1999.
- Paul Radin: The genetic relationship of the North American Indian languages. University of California Publications in Archaeology and Ethnology 14, 1919.
- Ruhina Rubicz, Kristin L. Melvin, Michael H. Crawford: Genetic Evidence for the phylogenetic relationship between Na-Dene and Yeniseian speakers. Human Biology 74, 2002.
- Edward J. Vajda: Evidence for a genetic connection between Na-Dene and Yeniseian (Central Siberia). -- Paper read at: January 2000 meeting of Society for the Study of Indigenous Languages of America (SSILA) and Linguistic Society of America (LSA) 2000.
- Edward J. Vajda: Yeniseian and Na Dene: evidence for a genetic relationship. Read at: 38th Conference on American Indian Languages (SSILA), Chicago, Jan. 2000.
- Edward J. Vajda: Yeniseian and Athabaskan-Eyak-Tlingit. Read at: Linguistics Department Colloquium, University of British Columbia, Mar. 2000.
- Edward J. Vajda: Ket verb morphology and its parallels with Athabaskan-Eyak-Tlingit: evidence of a genetic link. Read at: Athabaskan Language Conference, Moricetown BC, June 9, 2000.
- Edward J. Vajda: Athabaskan-Eyak-Tlingit and Yeniseian: lexical and phonological parallels. Read at: 39th Conference on American Indian Languages, San Francisco, Nov. 14–18, 2000.
- Edward J. Vajda: Toward a typology of position class: comparing Navajo and Ket verb morphology. Read at: SSILA Summer Meeting, July 7, 2001.
- Edward J. Vajda: Linguistic relations across Bering Strait: Siberia and the Native Americans. Read at: Bureau of Faculty Research, Western Washington University, Bellingham, WA, March 8, 2001.
- Edward J. Vajda: The origin of phonemic tone in Yeniseic. In: CLS, 37 (Parasession on Arctic languages), 2002, S. 305–320.
- Edward J. Vajda: Ket. Languages of the World/Materials 204. Lincom Europa, München 2004.
- Heinrich Werner: Zur jenissejisch-indianischen Urverwandtschaft. Harrassowitz, Wiesbaden 2004.